# سیارک ۱۱۰۹۰
سیارک ۱۱۰۹۰ (به انگلیسی: 11090 Popelin، نامگذاری:1994CT12) یازده هزار و نودمین سیارک کشف شده‌است که در ۷ فوریه ۱۹۹۴ کشف شد.
قدر مطلق سیارک برابر ۱۴٫۰۰ است.